# Tote Mädchen lügen nicht (Fernsehserie)
Tote Mädchen lügen nicht (Originaltitel: 13 Reasons Why, englisch für „13 Gründe, warum“) ist eine US-amerikanische Fernsehserie, die auf dem gleichnamigen Roman von Jay Asher basiert. Die erste Staffel wurde am 31. März 2017 auf Netflix veröffentlicht, wo außerdem ein Making-of erschien (Tote Mädchen lügen nicht: Die Geschichte dahinter), in dem auch Psychologen zu Wort kommen. Am 18. Mai 2018 wurde die zweite Staffel zusammen mit einem zweiten Making-of auf Netflix veröffentlicht, am 23. August 2019 die dritte und am 5. Juni 2020 die vierte und letzte Staffel.

## Handlung

### Staffel 1
Zwei Wochen nach der Selbsttötung seiner Mitschülerin Hannah Baker erhält der High-School-Schüler Clay Jensen ein Päckchen. In diesem findet er sieben Audiokassetten vor, auf denen Hannah 13 Gründe für ihren Suizid nennt und Personen aus ihrem Umfeld die Mitschuld dafür gibt. Jede Person ist daher für (mindestens) einen der Gründe mitverantwortlich. Clay ist einer von ihnen. Während er die Kassetten hört, kommt er den dunklen Geheimnissen von Hannah und vielen anderen Mitschülern auf die Spur. Dabei wird auch seine Beziehung zu Hannah aufgegriffen.
Die Handlung verläuft daher zweigleisig: In der Vergangenheit sieht man Hannahs Geschichten und die Situationen, die sie beeinflusst haben. In der Gegenwart ist Clay dabei, die anderen Personen auf den Kassetten zu konfrontieren. Diese haben die Kassetten teilweise schon gehört und versuchen, die entsprechenden Geschichten zu verarbeiten. Da Hannah auch Straftaten schildert, wollen die meisten verhindern, dass die Kassetten öffentlich bekannt werden.

### Staffel 2
Die zweite Staffel stellt den Gerichtsprozess in den Vordergrund, den Hannahs Mutter gegen die Schule führt, um diese für Hannahs Tod zur Verantwortung zu ziehen. Dabei bekommt der Zuschauer Einblicke in die Wahrnehmung der Schüler und erfährt so teils einen Perspektivwechsel zu Hannahs Erzählungen. Viele der Beteiligten werden durch Drohungen dazu gedrängt, die Wahrheit dem Gericht vorzuenthalten. Die Vergewaltigungen durch Bryce Walker kommen ans Licht und werden auch zum Bestandteil des Gerichtsprozesses sowie von vielen Auseinandersetzungen der Schüler.
Eine Reihe weiterer Probleme bahnt sich an, darunter Justins Drogenproblem, und Unruhen im Sportteam. Justin wird von Clays Familie bei dieser zu Hause aufgenommen. Des Weiteren wird Tyler auf der Schultoilette von Montgomery verprügelt und mit einem Besenstiel vergewaltigt. Derart traumatisiert plant er einen Amoklauf auf dem Schulball, kann von Clay jedoch im letzten Moment davon abgehalten werden.
Jessica schafft es schließlich, Bryce anzuzeigen, jedoch wird neben Bryce auch Justin verhaftet. Dieser Prozess endet für Bryce mit einer Bewährungsstrafe.

### Staffel 3
Die Handlung der dritten Staffel beginnt acht Monate nach den Ereignissen beim Spring Fling, wo die Liberty High School nur knapp einem Amoklauf entging. Clay, Tony, Jessica, Justin, Alex und Zach sind damit beschäftigt, Tyler dabei zu helfen, gesund zu werden und die Ereignisse vom Spring Fling zu vertuschen. Nach dem Homecoming-Spiel zwischen Liberty High und Hillcrest verschwindet der Vergewaltiger von Hannah Baker und Jessica Davis aus der ersten Staffel, Bryce Walker, spurlos und wird später tot aufgefunden. Schnell steht Clay Jensen unter Verdacht, aber auch viele Geheimnisse der anderen Jugendlichen werden nach und nach aufgedeckt. Der Zuschauer bekommt den Eindruck, dass jeder Einzelne Gründe für den Mord an Bryce Walker hat.
In der finalen Folge der 3. Staffel wird gezeigt, dass Zach Dempsey im November nach dem Homecomingspiel Bryce am Hafen so weit verprügelte, dass er selbst nicht mehr aufstehen konnte. Dies wird damit begründet, dass Bryce für die Beinverletzung von Zach verantwortlich ist, sodass dieser nie ein Footballstipendium bekommen würde. Später kamen Alex und Jessica vorbei, die sich eine Kassette von Bryce abholen sollten. Zuerst half Alex Bryce beim Aufstehen. Als Bryce jedoch Zach beleidigte, den besten Freund von Alex, erkannte Alex, dass Bryce für all seine Probleme verantwortlich ist, und warf ihn in den Fluss, wo er ertrank.
Erzählt wird die dritte Staffel von Ani Achola, einer neuen Schülerin an der Liberty High School, die die Geschehnisse bei der Polizei zu Protokoll gibt. Obwohl sie noch nicht lange an der Schule ist und die Ereignisse um Hannah nicht miterlebt hat, ist sie doch eng mit allem verflochten, da sie mit Clay und den anderen befreundet ist und zudem im Hause der Familie Walker wohnt, wo ihre Mutter als Pflegerin für Bryce Walkers kranken Großvater arbeitet.
Montgomery wird wegen der Vergewaltigung an Tyler verhaftet und anschließend im Gefängnis erstochen. Als Clay, Ani und die Anderen dies erfahren, verändern sie ihre Zeugenaussagen dementsprechend, damit es so aussieht, als hätte Montgomery Bryce ermordet.

### Staffel 4
Die vierte Staffel handelt vom geistigen Zustand Clay Jensens, der sich aufgrund der Ereignisse der vergangenen Staffeln stark verschlechtert hat. Unter der Führung von Diego versucht das Football-Team, die Wahrheit über Bryce Walkers und Montgomerys Tod herauszufinden, indem es Druck auf Clay ausübt. Die Liberty High School ergreift strenge Sicherheitsmaßnahmen, unter anderem in Form von Taschenkontrollen. Außerdem erfolgt eine Alarm-Übung mit der Simulation eines Amoklaufs. Die real wirkende Übung führt bei Clay zu einem Nervenzusammenbruch, der daraufhin von Dr. Robert Ellman therapiert wird. Es kommt zu einer Konfrontation zwischen der Polizei und den Liberty-Schülern, die ein Ende der Sicherheitsmaßnahmen fordern.
Mit Winston Williams wechselt der Junge, der am Tag von Bryces Tod mit Montgomery zusammen war, an die Liberty High School. Somit weiß er, dass die Freunde gelogen haben und Montgomery den Mord nur in die Schuhe geschoben haben. Winston versucht zusammen mit Diego und Montgomerys Schwester Estela, die Wahrheit aufzudecken. Am Ende gesteht ihm Alex, dass er es war, der Bryce getötet hat. Weil Winston mit Alex eine Beziehung geführt hatte und ihn noch immer liebt, behält er das Geheimnis für sich und verrät ihn nicht an die Polizei.
Die Serie endet mit dem Tod Justins aufgrund einer HIV-Infektion und den damit verbundenen Komplikationen sowie der Verabschiedung der Schüler von der High School. Olivia Baker gibt in der letzten Folge die Kassetten aus der ersten Staffel an Clay zurück. Um innerlich mit den Ereignissen abschließen zu können, begraben Clay und seine Freunde die Aufnahmen, bevor sie zum College aufbrechen.

## Produktion
Universal Studios erwarb im Februar 2011 die Rechte an der Buchverfilmung zu Tote Mädchen lügen nicht von Jay Asher. Kurze Zeit später wurde die Hauptrolle der Hannah Baker zunächst mit Selena Gomez besetzt. Ende Oktober 2015 gab Netflix bekannt, aus dem Stoff eine Miniserie zu machen, in der Gomez stattdessen als Produzentin mitwirkt. Die Hauptrolle der Hannah Baker bekam nun Katherine Langford und Dylan Minnette die des Clay Jensen. Gedreht wurden die 13 Folgen im Sommer 2016 im Norden Kaliforniens in der North Bay Area. Die Hauptdrehorte waren die Städte San Rafael, Vallejo und Sebastopol. Für die schulischen Szenen wurde die Analy High School in Sebastopol verwendet, welche für die Serie in „Liberty High School“ umbenannt wurde. Mehrere Klassenräume und die Bibliothek wurden als Drehorte verwendet. Die Szenen in der Turnhalle sowie des Schulballs wurden auf einer Bühne bei den Mare Island Studios in Vallejo gedreht. Ansonsten wurde ein Großteil der Aufnahmen in Nebenstraßen und Geschäften von San Rafael gedreht.
Die erste Staffel ist seit dem 31. März 2017 weltweit auf Netflix verfügbar.
Anfang Mai 2017 wurde die Produktion einer 13-teiligen zweiten Staffel bestätigt, die am 18. Mai 2018 veröffentlicht wurde. Sie knüpft an das Ende der ersten Staffel an und behandelt die Folgen von Hannah Bakers Tod sowie den komplizierten Heilungsprozess der anderen Figuren.
Noch vor der Veröffentlichung der dritten Staffel am 23. August 2019 wurde die Herausgabe einer vierten und letzten Staffel bestätigt. Sie wurde 2019 abgedreht und am 5. Juni 2020 veröffentlicht.

## Besetzung und Synchronisation
Die deutsche Synchronisation wurde von der Firma TV+Synchron Berlin erstellt. Verantwortlich für die Dialogregie war Jeffrey Wipprecht. Das Dialogbuch wurde von Thomas Maria Lehmann, André Lemme, Katharina Seemann, Marco Rosenberg und Jeffrey Wipprecht verfasst.

### Hauptbesetzung
| Rollenname                | Schauspieler/in      | Hauptrolle (Episoden) | Nebenrolle (Episoden) | Synchronsprecher/in                                        |
| ------------------------- | -------------------- | --------------------- | --------------------- | ---------------------------------------------------------- |
| Clay Jensen               | Dylan Minnette       | 1.01–4.10             |                       | Christian Zeiger                                           |
| Hannah Baker              | Katherine Langford   | 1.01–2.13             | 4.10                  | Lydia Morgenstern                                          |
| Tony Padilla              | Christian Navarro    | 1.01–4.10             |                       | Ricardo Richter                                            |
| Justin Foley              | Brandon Flynn        | 1.01–4.10             |                       | Nicolás Artajo                                             |
| Bryce Walker              | Justin Prentice      | 1.01–3.13             | 4.01–4.10             | Amadeus Strobl (Staffel 1) Konrad Bösherz (ab Staffel 2)   |
| Zach Dempsey              | Ross Butler          | 1.01–4.10             |                       | Sebastian Kluckert                                         |
| Tyler Down                | Devin Druid          | 1.01–4.10             |                       | Patrick Keller                                             |
| Lainie Jensen             | Amy Hargreaves       | 1.01–4.10             |                       | Sabine Arnhold                                             |
| Kevin Porter              | Derek Luke           | 1.01–2.13             | 3.08                  | Sven Gerhardt                                              |
| Olivia Baker              | Kate Walsh           | 1.01–2.13             | 3.10                  | Gundi Eberhard                                             |
| Jessica Davis             | Alisha Boe           | 1.02–4.10             |                       | Josephine Schmidt                                          |
| Alex Standall             | Miles Heizer         | 1.02–4.10             |                       | Jonas Frenz                                                |
| Andy Baker                | Brian d’Arcy James   | 2.04–2.13             | 1.01–1.13             | Bernd Vollbrecht                                           |
| Ani Achola                | Grace Saif           | 3.01–4.10             |                       | Sophie Lechtenbrink                                        |
| Montgomery de la Cruz     | Timothy Granaderos   | 3.01–4.10             | 1.03–2.13             | Julius Jellinek (Staffel 1) Bastian Sierich (ab Staffel 2) |
| Nora Walker               | Brenda Strong        | 3.01–3.13             | 2.03–2.13, 4.07       | Heide Domanowski                                           |
| Sheriff’s Deputy Standall | Mark Pellegrino      | 4.01–4.10             | 1.05–3.13             | Thomas Schmuckert                                          |
| Charlie St. George        | Tyler Barnhardt      | 4.01–4.10             | 3.01–3.13             | Tim Schwarzmaier                                           |
| Diego Torres              | Jan Luis Castellanos | 4.01–4.10             |                       | Nicolas Rathod                                             |
| Winston Williams          | Deaken Bluman        | 4.01–4.10             | 3.05, 3.12–3.13       | Paul-Lino Krenz                                            |
| Dr. Robert Ellman         | Gary Sinise          | 4.01–4.10             |                       | Tobias Meister                                             |

### Nebendarsteller
| Rollenname              | Schauspieler/in     | Auftritte (Episoden)  | Synchronsprecher/in                                 |
| ----------------------- | ------------------- | --------------------- | --------------------------------------------------- |
| Matt Jensen             | Josh Hamilton       | 1.01–4.10             | Rainer Doering                                      |
| Sheri Holland           | Ajiona Alexus       | 1.01–2.13             | Jodie Blank                                         |
| Courtney Crimsen        | Michelle Selene Ang | 1.01–3.03, 4.10       | Marieke Oeffinger                                   |
| Mrs. Bradley            | Keiko Agena         | 1.01–1.11, 2.09       | Silke Matthias                                      |
| Coach Patrick           | Dorian Lockett      | 1.01–1.03, 1.07       | Sven Brieger                                        |
| Marcus Cole             | Steven Silver       | 1.02–2.08             | Jeffrey Wipprecht                                   |
| Direktor Gary Bolan     | Steven Weber        | 1.02–4.10             | Peter Reinhardt                                     |
| Ryan Shaver             | Tommy Dorfman       | 1.03–2.13, 4.10       | Dirk Stollberg                                      |
| Skye Miller             | Sosie Bacon         | 1.03–2.08             | Yvonne Greitzke (Staffel 1) Alice Bauer (Staffel 2) |
| Jeff Atkins             | Brandon Larracuente | 1.03–1.11, 2.07       | Dirk Petrick                                        |
| Mr. Down                | Tom Everett Scott   | 1.04–3.04             | Peter Flechtner                                     |
| Mr. Davis               | Joseph C. Phillips  | 1.06–3.06             | Peter Sura                                          |
| Brad                    | Henry Zaga          | 1.06–1.13             | Oliver Bender                                       |
| Karen Dempsey           | Cindy Cheung        | 1.07–2.11, 3.06       | Claudia Gáldy                                       |
| Dennis Vasquez          | Wilson Cruz         | 1.10–3.12             | Alexander Brem                                      |
| Mrs. Down               | Maria Dizzia        | 1.13–3.04             | Schaukje Könning                                    |
| Rick Wlodimier          | Ben Lawson          | 2.01–2.12             | Jaron Löwenberg                                     |
| Nina Jones              | Samantha Logan      | 2.01–2.13             | Tanja Schmitz                                       |
| Sonya Struhl            | Allison Miller      | 2.01–2.12             | Mareile Moeller                                     |
| Carolyn Standall        | Meredith Monroe     | 2.01–4.10             | Marie Bierstedt                                     |
| Jackie                  | Kelli O’Hara        | 2.01–2.10             | Antje von der Ahe                                   |
| Barry Walker            | Jake Weber          | 2.01–2.13, 3.06       | Viktor Neumann                                      |
| Chlöe Rice              | Anne Winters        | 2.01–4.10             | Maria Hönig                                         |
| Scott Reed              | Brandon Butler      | 2.01–2.12, 4.01, 4.10 | Linus Drews                                         |
| Richter Martin Campbell | Richard Gross       | 2.01–2.13             | Reinhard Scheunemann                                |
| Caleb                   | R.J. Brown          | 2.02–4.10             | Robert Glatzeder                                    |
| Cyrus                   | Bryce Cass          | 2.02–4.10             | Marco Eßer                                          |
| Mackenzie               | Chelsea Alden       | 2.03–3.13             | Rieke Werner                                        |
| Luke Holliday           | Austin Aaron        | 2.03–4.10             |                                                     |
| Sheriff Diaz            | Benito Martinez     | 3.02–4.10             | Martin Schubach                                     |
| Casey Ford              | Bex Taylor-Klaus    | 3.03–3.13             |                                                     |
| Estela de la Cruz       | Inde Navarrette     | 4.01–4.10             |                                                     |
| Valerie Diaz            | Yadira Guevara-Prip | 4.05, 4.10            | Kristina Tietz                                      |

## Episodenliste

### Staffel 1
| Nr. (ges.) | Nr. (St.) | Deutscher Titel     | Originaltitel  | Regie                | Drehbuch             |
| --- | --------- | ------------------- | -------------- | -------------------- | -------------------- |
| 1 | 1         | Kassette 1, Seite A | Tape 1, Side A | Tom McCarthy         | Brian Yorkey         |
| 2 | 2         | Kassette 1, Seite B | Tape 1, Side B | Tom McCarthy         | Brian Yorkey         |
| 3 | 3         | Kassette 2, Seite A | Tape 2, Side A | Helen Shaver         | Diana Son            |
| 4 | 4         | Kassette 2, Seite B | Tape 2, Side B | Helen Shaver         | Thomas Higgins       |
| 5 | 5         | Kassette 3, Seite A | Tape 3, Side A | Kyle Patrick Alvarez | Julia Bicknell       |
| 6 | 6         | Kassette 3, Seite B | Tape 3, Side B | Kyle Patrick Alvarez | Nic Sheff            |
| 7 | 7         | Kassette 4, Seite A | Tape 4, Side A | Gregg Araki          | Elizabeth Benjamin   |
| 8 | 8         | Kassette 4, Seite B | Tape 4, Side B | Gregg Araki          | Kirk Moore           |
| 9 | 9         | Kassette 5, Seite A | Tape 5, Side A | Carl Franklin        | Hayley Tyler         |
| 10 | 10        | Kassette 5, Seite B | Tape 5, Side B | Carl Franklin        | Nathan Louis Jackson |
| 11 | 11        | Kassette 6, Seite A | Tape 6, Side A | Jessica Yu           | Diana Son            |
| 12 | 12        | Kassette 6, Seite B | Tape 6, Side B | Jessica Yu           | Elizabeth Benjamin   |
| 13 | 13        | Kassette 7, Seite A | Tape 7, Side A | Kyle Patrick Alvarez | Brian Yorkey         |
| Am 31. März 2017 wurden alle Episoden der ersten Staffel weltweit bei Netflix, u. a. auch auf Deutsch, veröffentlicht. |           |                     |                |                      |                      |

### Staffel 2
| Nr. (ges.) | Nr. (St.) | Deutscher Titel          | Originaltitel                    | Regie                | Drehbuch                          |
| --- | --------- | ------------------------ | -------------------------------- | -------------------- | --------------------------------- |
| 14 | 1         | Das erste Polaroid       | The First Polaroid               | Gregg Araki          | Brian Yorkey                      |
| 15 | 2         | Zwei küssende Mädchen    | Two Girls Kissing                | Gregg Araki          | Thomas Higgins                    |
| 16 | 3         | Die betrunkene Schlampe  | The Drunk Slut                   | Karen Moncrieff      | Marissa Jo Cerar                  |
| 17 | 4         | Das zweite Polaroid      | The Second Polaroid              | Karen Moncrieff      | Hayley Tyler                      |
| 18 | 5         | Die Kalkmaschine         | The Chalk Machine                | Eliza Hittman        | Nic Sheff                         |
| 19 | 6         | Das Lächeln an den Docks | The Smile at the End of the Dock | Eliza Hittman        | Julia Bicknell                    |
| 20 | 7         | Das dritte Polaroid      | The Third Polaroid               | Michael Morris       | Brian Yorkey                      |
| 21 | 8         | Das kleine Mädchen       | The Little Girl                  | Michael Morris       | Felischa Marye                    |
| 22 | 9         | Die fehlende Seite       | The Missing Page                 | Kat Candler          | Rohit Kumar                       |
| 23 | 10        | Lächeln, Bitches!        | Smile, Bitches!                  | Kat Candler          | Kirk Moore                        |
| 24 | 11        | Bryce und Chloe          | Bryce + Chloe                    | Jessica Yu           | Marissa Jo Cerar & Thomas Higgins |
| 25 | 12        | Die Kiste Polaroids      | The Box of Polaroids             | Jessica Yu           | Hayley Tyler & Brian Yorkey       |
| 26 | 13        | Bye                      | Bye                              | Kyle Patrick Alvarez | Brian Yorkey                      |
| Am 18. Mai 2018 wurden alle Episoden der zweiten Staffel weltweit bei Netflix, u. a. auch auf Deutsch, veröffentlicht. |           |                          |                                  |                      |                                   |

### Staffel 3
| Nr. (ges.) | Nr. (St.) | Deutscher Titel                                                                                  | Originaltitel                                                            | Regie             | Drehbuch |
| --- | --------- | ------------------------------------------------------------------------------------------------ | ------------------------------------------------------------------------ | ----------------- | --- |
| 27 | 1         | Ja, ich bin die Neue                                                                             | Yeah. I’m the New Girl                                                   | Michael Morris    | Brian Yorkey |
| 28 | 2         | Wer atmet, ist ein Lügner                                                                        | If You’re Breathing, You’re a Liar                                       | Michael Morris    | Allen MacDonald |
| 29 | 3         | Gute Menschen sind nicht von schlechten zu unterscheiden                                         | The Good Person Is Indistinguishable from the Bad                        | Jessica Yu        | Hayley Tyler |
| 30 | 4         | Wütend, jung und männlich                                                                        | Angry, Young and Man                                                     | Jessica Yu        | Thomas Higgins |
| 31 | 5         | Niemand ist sauber                                                                               | Nobody’s Clean                                                           | Bronwen Hughes    | Trevor Marti Smith |
| 32 | 6         | Man kann andere anhand ihrer Trauer beurteilen                                                   | You Can Tell the Heart of a Man by How He Grieves                        | Bronwen Hughes    | Mfoniso Udofia |
| 33 | 7         | Mit Clay Jensen gibt es eine Reihe von Problemen                                                 | There Are a Number of Problems with Clay Jensen                          | Kevin Dowling     | Julia Bicknell |
| 34 | 8         | Sogar an einem guten Tag lässt sich an der Highschool nur schwer sagen, wer auf deiner Seite ist | In High School, Even on a Good Day, It’s Hard to Tell Who’s on Your Side | Kevin Dowling     | Felischa Marye |
| 35 | 9         | Immer auf die nächsten schlechten Nachrichten vorbereitet sein                                   | Always Waiting for the Next Bad News                                     | Aurora Guerrero   | M.K. Malone |
| 36 | 10        | Der Kreis wird kleiner                                                                           | The World Closing In                                                     | Aurora Guerrero   | Allen MacDonald, Thomas Higgins, Hayley Tyler & Brian Yorkey Idee: Rohit Kumar, Allen MacDonald, Thomas Higgins & Hayley Tyler |
| 37 | 11        | Da gibt es etwas, was ich dir nicht erzählt habe                                                 | There Are a Few Things I Haven’t Told You                                | Kevin Dowling     | Helen Shang |
| 38 | 12        | Und dann kam das Unwetter                                                                        | And Then the Hurricane Hit                                               | Kevin Dowling     | Allen MacDonald, M.K. Malone & Helen Shang Idee: Thomas Higgins, Hayley Tyler & Trevor Marti Smith                             |
| 39 | 13        | Lass die Toten die Toten begraben                                                                | Let the Dead Bury the Dead                                               | John T. Kretchmer | Brian Yorkey |
| Am 23. August 2019 wurden alle Episoden der dritten Staffel weltweit bei Netflix, u. a. auch auf Deutsch, veröffentlicht. |           |                                                                                                  |                                                                          |                   | |

### Staffel 4
| Nr. (ges.) | Nr. (St.) | Deutscher Titel                 | Originaltitel        | Regie           | Drehbuch                                         |
| --- | --------- | ------------------------------- | -------------------- | --------------- | ------------------------------------------------ |
| 40 | 1         | Winterferien                    | Winter Break         | Russell Mulcahy | Brian Yorkey                                     |
| 41 | 2         | Campus-Tour                     | College Tour         | Russell Mulcahy | Allen MacDonald                                  |
| 42 | 3         | Valentinstag                    | Valentine’s Day      | Michael Sucsy   | Hayley Tyler                                     |
| 43 | 4         | Abschluss-Camping               | Senior Camping Trip  | Michael Sucsy   | Thomas Higgins                                   |
| 44 | 5         | Hausparty                       | House Party          | Brenda Strong   | M. K. Malone & Franky D. Gonzalez                |
| 45 | 6         | Donnerstag                      | Thursday             | Brenda Strong   | Evangeline Ordaz                                 |
| 46 | 7         | Vorstellungsgespräch am College | College Interview    | Sunu Gonera     | Allen MacDonald, Hayley Tyler & Evangeline Ordaz |
| 47 | 8         | Angenommen/abgelehnt            | Acceptance/Rejection | Sunu Gonera     | Sahar Jahani & Thomas Higgins                    |
| 48 | 9         | Abschlussball                   | Prom                 | Tommy Lohmann   | Brian Yorkey                                     |
| 49 | 10        | Positiver Einfluss              | Graduation           | Brian Yorkey    | Brian Yorkey                                     |
| Am 5. Juni 2020 wurden alle Episoden der vierten Staffel weltweit bei Netflix, u. a. auch auf Deutsch, veröffentlicht. |           |                                 |                      |                 |                                                  |

## Trivia
Im Juli 2019 entfernte Netflix nach großer Kritik, unter anderem von Medienexperten, die Szene, die Hannah Bakers Suizid zeigte.

## Rezeption

### Kritik
In den USA fand die erste Staffel der Serie überwiegend positives Echo, obschon sich die New York Times und die Washington Post kritisch äußerten. Während manche Kulturkritiker die Serie aufgrund ihrer aufgegriffenen Thematiken um Mobbing, Gewalt, sexuelle Belästigung, Vergewaltigung und Suizid positiv bewerteten, wurde sie weltweit von Ärzten und Gesundheitsorganisationen kritisiert. Psychologen in den Vereinigten Staaten warnten Jugendliche und Erwachsene davor, sich die Serie anzusehen, da diese psychische Probleme verstärken oder hervorrufen könne. Auch wurde davor gewarnt, dass die Serie zu Trittbretttaten führen könnte. Ebenso forderten sie Netflix dazu auf, die Ausstrahlung der Serie zu beenden. Paris Jackson unterstützte die Kritik der Psychologen und vertritt die Meinung, dass die Serie bei psychisch vorbelasteten Menschen eine Verschlechterung des seelischen Gemütszustandes hervorrufen könne. Tatsächlich gab es Meldungen, dass einige Schüler sich selbst verletzten und als Begründung die Fernsehserie angaben. Jamie Tworkowski, Gründer der Non-Profit-Organisation To Write Love on Her Arms, schrieb in einem Brief, dass psychisch vorbelastete Menschen die Serie meiden sollten. An mehreren kanadischen Schulen wurde die Fernsehserie verboten; in Neuseeland dürfen nach einem Beschluss der nationalen Behörden Minderjährige die Serie nur im Beisein eines Erziehungsberechtigten sehen.
Die australische Gesundheitsorganisation Headspace kritisierte, dass die Serie gefährliche Inhalte mit dem Thema Suizid verbinde. Managerin Kristen Douglas wies darauf hin, dass Anrufe und E-Mails bei Beratungsstellen, die auf die Serie bezogen waren, zugenommen haben. In Deutschland ist ein derartiger Anstieg der Anrufe und E-Mails in Bezug auf die Serie bei der Nummer gegen Kummer nicht zu verzeichnen. Auch die Darstellung von Hannahs Suizid in der Serie wird als verantwortungslos kritisiert. Die Organisation Mindframe schloss sich der Kritik an, da derartige Szenen zu Nachahmungstaten führen könnten. Netflix hat diese Szene deshalb entfernt. Am Anfang der Serie wird vor möglichen Folgen gewarnt, das sei aus Sicht der US-amerikanischen Aktivisten von Save unzureichend. 'Headspace appelliert an Eltern, Schulen und Gesundheitsorganisationen, sich mit den Themen der Serie auseinanderzusetzen.
Ute Lewitzka, Vorstandsmitglied der Deutschen Gesellschaft für Suizidprävention, hält die Kritik der Hilfsorganisationen und Arztkollegen für gerechtfertigt, auch wenn die Produzenten der Serie laut Lewitzka einen guten Ansatz verfolgten. Lewitzka sagte, dass versucht werde, auf das Thema Suizid aufmerksam zu machen und aufzuklären, jedoch kritisierte sie die Art und Weise, wie das versucht wird. Die Serie biete eine große Projektionsfläche für Jugendliche, die sich einer vergleichbaren Situation ausgesetzt sehen. Auch der Hinweis von Netflix, dass die Serie verstörend wirken könnte, wird als unzureichend kritisiert. Lewitzka vertritt die Meinung, dass die Serie für psychisch belastete Jugendliche und junge Erwachsene nicht geeignet sei.
Nic Sheff, der zum Autorenteam der Serie gehört, widersprach dem. So sagte er in einem Interview, dass die Serie den Zuschauer mit der Realität konfrontiere, und verdeutlichte, dass Selbsttötung keine Erlösung, sondern qualvollen Horror darstelle. Zudem, so Sheff, räume die Serie mit der Vorstellung auf, dass man bei einem Suizid ruhig in den Schlaf gleite. Schauspielerin Kate Walsh forderte, dass Tote Mädchen lügen nicht als Pflichtprogramm in die Schulen aufgenommen werden müsse. Walsh begründete ihre Aussage damit, dass die Serie zeige, wie ein Suizid aussehe, und dass um dieses Thema ein viel zu großes Geheimnis gemacht werde. Außerdem fördere die Serie Gespräche über Probleme wie sexuelle Gewalt, Mobbing in der Schule sowie Verfolgung aufgrund der Hautfarbe, des Geschlechts oder der sexuellen Orientierung. Auch Selena Gomez verteidigte Tote Mädchen lügen nicht gegen die Vorwürfe. Sie argumentierte, dass man sich an die Handlung des gleichnamigen Romans gehalten habe, und sagte, dass der Film das Werk von Jay Asher visualisiert darstelle. Sie sagte, dass die Serie früher oder später kontrovers diskutiert werden würde. Das Thema Suizid sei nicht einfach zu besprechen, deswegen sei sie froh, wie die Diskussion um das Thema derzeit vonstatten gehe.
Die zweite bis vierte Staffel konnten nicht an den Kritikererfolg der ersten Staffel anknüpfen. Sie wurden von Kritikern überwiegend negativ bewertet, auch wenn es bis zuletzt lobende Stimmen gab. Die Frankfurter Allgemeine Zeitung beispielsweise sprach rückblickend von einer „Serie, die für heiße Eisen keine Handschuhe ausgibt“ und schon in Staffel eins „weit sensibler und vielschichtiger“ sei, „als Kritiker es bemerken wollten“. Die Bedeutung liege in den „Gesprächen, die diese Serie sogar mit ihren Schwächen auslöst“.

### Studien zum Suizidrisiko
Ein möglicher Zusammenhang zwischen einer Steigerung des Suizidrisikos und dem Konsum der Serie wurde erstmals von der Universität Michigan erforscht. Die Studie kam nicht zu dem Ergebnis, dass Zuschauer der Serie eher dazu neigen, sich das Leben zu nehmen oder darüber nachzudenken. Unter anderem wegen ihrer geringen Fallzahl war sie auch nicht repräsentativ. Die Studienmacher wiesen aber darauf hin, dass die Ergebnisse in Bezug auf bereits psychisch erkrankte Jugendliche besorgniserregend seien. Für die Untersuchung wurden 87 suizidgefährdete Jugendliche zwischen 13 und 17 Jahren befragt. Die Hälfte von ihnen hatte mindestens eine Folge der Serie gesehen. Wiederum die Hälfte jener Zuschauer, insgesamt also 21, gab darauf an, die Serie hätte ihr persönliches Suizidrisiko erhöht. Studienleiter Victor Hong von der Universität Michigan zog daraus die Schlussfolgerung: „Die Studie beweist, dass wir uns definitiv Sorgen darüber machen sollten, wie die Sendung sich auf leicht beeindruckbare und verletzliche Teenager auswirkt.“ Die Studie stellte ebenfalls ein erhöhtes Risiko fest bei jenen Studienteilnehmern, die sich mit der Hauptfigur der Serie, Hannah Baker, stark identifizierten. Gut zwei Drittel der an der Studie teilnehmenden Teenager waren weiblich.
Anfang Mai 2019 wurde bekannt, dass es einer im „Journal of the American Academy of Child and Adolescent Psychiatry“ veröffentlichten Studie zufolge in den neun Monaten nach Beginn der Serie einen zum Teil „signifikanten“ Anstieg von Selbsttötungen in der Altersgruppe zwischen zehn und 17 Jahren in den Vereinigten Staaten, vor allem unter Jungen, gegeben habe, ohne dass die Studie ergeben habe, „ob die Serie den Anstieg tatsächlich verursacht hat oder weitere Faktoren eine Rolle spielten“. Parallel dazu führten auch Suizidforscher der Medizinischen Universität Wien eine vergleichbare Studie durch. Sie berechneten, dass sich nach dem Start der Serie Ende März 2017 in den folgenden drei Monaten 13 Prozent mehr zehn- bis neunzehnjährige Teenager umbrachten als erwartet. Statistisch wären es 710 Suizide, tatsächlich waren es aber 94 mehr. Thomas Niederkrotenthaler, Leiter der Studie, forderte, die Filmemacher viel mehr in die Pflicht zu nehmen. Die Unterhaltungsindustrie könne eine wichtige Rolle bei der Prävention spielen, im Sinne des Papagenoeffekts: „Suizid zu thematisieren ist gut, aber man sollte Hilfsmöglichkeiten zeigen und wie jemand aus einer vermeintlich ausweglosen Situation herausgekommmen ist“, so Niederkrotenthaler. „Filme können ein Rettungsanker sein.“